# Meyers Manx

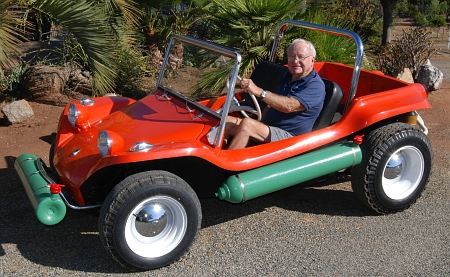
De allereerste Meyers Manx, met zijn bedenker, Bruce Meyers, achter het stuur

De Meyers Manx is een kitcar die van 1964 t/m 1971 geproduceerd werd.
Deze buggy bestaat uit een glasvezelcarrosserie die op het chassis van een Volkswagen Kever gemonteerd wordt. Er zijn er zo'n 6.000 van gemaakt.